# 约阿希姆·拉夫
约瑟夫·约阿希姆·拉夫（德語：Joseph Joachim Raff；1822年5月27日—1882年6月24日），瑞士作曲家，钢琴家，音乐教育家。早年自学音乐，后受到门德尔松和舒曼的推荐，并出任李斯特的助手。1877年任法兰克福霍赫音乐学院校长。拉夫是一位多产作曲家，作品编号到200多，并在當時被視最重要的作曲家之一，但他和其音樂都曾經被嚴重遺忘過，唯一一直作為樂團或唱片公司的保留曲目，是小提琴和鋼琴的合奏曲<作品第85號第3首Cavatina>早期米夏·艾爾曼錄音 （页面存档备份，存于），其他作品到二戰後才漸逐復興重新演出和推出錄音，而且沒有像馬勒的交響曲很快便普及起來。大部分管弦乐作品都带有标题，一定程度上近似李斯特，但整体风格仍比较传统。室内乐作品相对具有更高的品質，创作技巧娴熟，旋律优美动人。他的某些作品（如第七交响曲《阿尔卑斯》）被认为对西贝柳斯和理查·施特劳斯有一定影响。

## 外部連結
- 约阿希姆·拉夫的免费乐谱，由国际乐谱典藏计划提供
- 公有領域聲樂檔案館上约阿希姆·拉夫的作品